# Asphinctanilloides manauara
Asphinctanilloides manauara is een mierensoort die tot 2014 was toegekend aan de onderfamilie van de Leptanilloidinae maar daarna aan de onderfamilie van de Dorylinae. De wetenschappelijke naam van de soort is voor het eerst geldig gepubliceerd in 1999 door Brandão, Diniz, Agosti & Delabie.